# Simulium burchi
Simulium burchi es una especie de insecto del género Simulium, familia Simuliidae, orden Diptera.
Fue descrita científicamente por Dalmat, 1951.